# Willy DeVille
William Borsay más conocido como Willy DeVille (Stamford, Connecticut, 25 de agosto de 1950-Nueva York, 6 de agosto de 2009), fue un cantante y compositor estadounidense.

## Carrera
Empezó su carrera en Nueva York en plena época punk con la banda Mink DeVille en 1974, antes de iniciar su carrera en solitario en 1985. 
Su estilo musical era una mezcla de rhythm and blues urbano de los años 1950 y 1960, de música latina y de portorriqueña. Tras unas incursiones en el soul y la salsa, su música se tiñó con la influencia cajún de Nueva Orleans, donde se instaló en los años 1990. Amante de Francia, donde grabó parte de su álbum Le Chat Bleu (en español, «El Gato Azul») (1980), era un gran admirador de la cantante francesa Édith Piaf. Su último álbum, Pistola, apareció en 2008. 
Creó, en una carrera artística de 35 años, canciones famosas por su originalidad con raíces de estilos musicales tradicionales americanos. Entre sus éxitos se cuenta la canción de inspiración hispana "Demasiado corazón", que grabó con su banda en 1983 y recuperó en un disco en directo. Trabajó con artistas de lo más variado en la música contemporánea, entre los que cabe destacar a Jack Nitzsche, Doc Pomus, Dr. John, Mark Knopfler, Allen Toussaint, Eddie Bo, Brenda Lee, Los Camperos de Nati Cano y David Hidalgo. Knopfler le produjo la canción "Storybook Love", que fue nominada al premio Oscar al haber sido incluida en la película La princesa prometida.
Sus canciones están cargadas de ternura y romanticismo. Ritmos latinos, toques melancólicos de blues, doo wop, música cajun o cabaret francés e influencias del soul de los años 1980.
Falleció de cáncer de páncreas en la noche del 6 al 7 de agosto de 2009 en un hospital de Nueva York. «Willy DeVille se fue esta noche al lado de Edith Piaf, Jack Nitzsche y Johnny Thunders», comunicó la empresa organizadora de sus giras por Francia, Caramba Spectacles. El artista padecia también hepatitis C.

## Discografía
Con Mink DeVille:
- 1977: Cabretta (en Europa); Mink Deville (en los Estados Unidos)  (Capitol)
- 1978: Return to Magenta (Capitol)
- 1980: Le Chat Bleu (Capitol)
- 1981: Coup de Grâce (Atlantic)
- 1983: Where Angels Fear to Tread (Atlantic)
- 1985: Sportin' Life (Polydor)

En solitario:
- 1987: Miracle (Polydor)
- 1990: Victory Mixture (Sky Ranch) 1990 (Orleans Records)
- 1992: Backstreets of Desire (FNAC) (Rhino, 1994)
- 1993: Willy DeVille Live (FNAC)
- 1995: Big Easy Fantasy (New Rose)
- 1995: Loup Garou (EastWest) (Discovery, 1996)
- 1999: Horse of a Different Color (EastWest)
- 2002: Acoustic Trio Live in Berlin (Eagle)
- 2004: Crow Jane Alley (Eagle)
- 2008: Pistola (Eagle)

## Premios y distinciones
Premios Óscar
| Año  | Categoría              | Canción          | Película              | Resultado |
| ---- | ---------------------- | ---------------- | --------------------- | --------- |
| 1988 | Mejor canción original | «Storybook Love» | La princesa prometida | Nominado  |